# My Name Is George
My Name Is George ist eine Winterthurer Indie-Pop-Band, die im Jahre 2003 um drei ehemalige Mitglieder der Art-Rock-Band Pan gegründet wurde. Den aus Holland stammenden Sänger Albert den Dekker sowie den Schlagzeuger Simon Wehrli lernten sie an Konzerten kennen, die diese als Mitglieder anderer Bands gaben. Seither gibt die Band regelmässig Konzerte und hat bisher eine EP und vier CDs veröffentlicht.

## Geschichte
Im Jahr 2005 verliess Wehrli die Band und ab diesem Zeitpunkt sass Matthias Kräutli am Schlagzeug. My Name Is George wurde 2006 von der DRS3-Radiostation zur Swiss Top Band des Landes erkoren. Beim Album Black and Blue wurde mit Produzent Ronald Bood zusammengearbeitet.
Anfangs 2010 wurde bekannt, dass Django Hodosy den bisherigen Schlagzeuger Kräutli bis auf weiteres ersetzen wird. Kurz darauf haben sie in Linz den «Austrian Newcomer Award» gewonnen. Im März 2010 wurde das von Gavin Maitland produzierte Album The Bad Old Days Are Over veröffentlicht. Es wurde auf der Bandhomepage zum Download angeboten, wobei der Kaufpreis vom Käufer selbst bestimmt werden konnte. Die später veröffentlichte CD-Version enthielt zwei zusätzliche Songs.
Seit April 2011 ist Matthias «Matete» Kräutli wieder in der Band.
Im Jahr 2012 begannen die Arbeiten für das neue Album This Is Real, welches zum ersten Mal komplett selbst und unter der Regie von Gitarrist Philip Harrison (Chucky! Music Productions) produziert wurde. Das Album wurde am 1. März 2013 veröffentlicht und enthält u. a. eine Coverversion des King-Crimson-Klassikers Moonchild.
Nachdem die Vorab-Single Take Me Away im Februar 2015 erschienen ist, wurde im September 2015 das Album The Color of Now veröffentlicht, welches Matthias Kräutli als Produzent in seinem Estrich-Studio aufgenommen hat. Das Album stieg in den Schweizer Album-Charts auf Platz 33 ein.
Seit Januar 2016 ist in vielen englischsprachigen Ländern die Neflix-Show "Under Arrest" verfügbar, welche das 2010 erschienene Lied You Are Under Arrest der Band als Titelstück verwendet. Diese Sendung dokumentiert die kanadische Polizeiarbeit als Reality-Format.

## Diskografie
- 2004: My Name Is George (EP) (Eigenvertrieb)
- 2006: WOW! (kuenschtli.ch)
- 2008: Black and Blue (TBA)
- 2010: The Bad Old Days Are Over (Eigenvertrieb)
- 2013: This Is Real (Irascible)
- 2015: The Color of Now (Irascible)